# Национально-радикальный лагерь (1934)
«Национа́льно-радика́льный ла́герь» (НРЛ; пол. Obóz Narodowo-Radykalny, ONR) — экстремистская националистическая польская группировка (партия), организованная 14 мая 1934 года молодыми активистами Лагеря великой Польши.
Поскольку организация активно прибегала к политическому насилию (включая антисемитские погромы и нападения на демонстрации левых сил), она была запрещена спустя три месяца существования и впредь находилась на нелегальном положении. В 1935 году, когда некоторые лидеры были интернированы в лагере в Берёзе-Картузской, организация раскололась на Народно-радикальный лагерь «Фаланга» и Национально-радикальный лагерь ABC. Во время Второй мировой войны обе фракции создали подпольные движения, одной из которых была Конфедерация народа, члены которой жалели о своих прошлых деяниях; многие раскаявшиеся члены примкнули к радикально правому и правому крылу Сопротивления (Национальные вооружённые силы), а те, кто ни о чём не жалел, присоединились к коллаборационистам (Свентокшиская бригада). В 1944 году обе фракции ONR были запрещены декретом Правительства Польши в изгнании.
Идеологически партия находилась под влиянием итальянского фашизма. Символом являлась Фаланга.
В 1993 году в Польше была образована одноимённая неонацистская организация.